# Barranquenho
Barranquenho (též Barranquenhu) je románský jazyk, kterým se mluví v portugalském městě Barrancos (u hranic se Španělskem).
Dal by se zařadit mezi smíšené jazyky, jedná se vlastně o portugalštinu (převážně alentejoské nářečí) silně ovlivněnou španělštinou (převážně tou z Andalusie a Extramadury), podle jiných teorií je to španělština silně ovlivněná portugalštinou. Podle Ethnologue je to nářečí extramadurštiny, která bývá často označována jako nářečí španělštiny. Dávalo by to smysl, protože mnoho osadníků Barrancos přišlo z města Badajoz v Extramaduře.
Mluvčí barranquenha ovšem svůj jazyk nepovažují ani za španělštinu, ani za portugalštinu, ale za samostatný jazyk. Barranquenho je ovšem srozumitelné se španělštinou i s portugalštinou.
Barranquenho není první jazyk, který vznikl smísením španělštiny a portugalštiny. Někdy se jako mix španělštiny a portugalštiny považuje galicijština (používaná v Galicii ve Španělsku a na severu Portugalska). Další jazyk co vznikl smísením španělštiny a portugalštiny je portuñolština, která se používá v Jižní Americe.

## Historie
Většina iberorománských jazyků má svůj původ už ve středověku, ale barranquenho vzniklo ve města Barrancos asi před 200 lety. Vláda Portugalska stále barranquenho neuznává jako samostatný jazyk.

## Ukázka
Srovnání barranquenha se španělštinou a portugalštinou:
| Barranquenho | Španělsky | Portugalsky | Česky  |
| ------------ | --------- | ----------- | ------ |
| cruh         | cruz      | cruz        | kříž   |
| buhcá        | buscar    | buscar      | hledat |
| uma bê       | una vez   | uma vez     | jednou |
| nusotrus     | nosotros  | nós         | my     |